# Jaborandi (São Paulo)
Jaborandi is een gemeente in de Braziliaanse deelstaat São Paulo. De gemeente telt 6.715 inwoners (schatting 2009).

## Aangrenzende gemeenten
De gemeente grenst aan Barretos, Colina, Morro Agudo en Terra Roxa.